# Ronetta Smith
Ronetta Smith (Kingston, Jamaica, 2 de mayo de 1980) es una atleta jamaicana, especialista en la prueba de 4x400 m, en la que ha logrado ser subcampeona mundial en 2005.

## Carrera deportiva
En el Mundial de Helsinki 2005 ganó la medalla de plata en los relevos 4x400 m, con un tiempo de 3:23.29 segundos, por detrás de Rusia y delante de Reino Unido, y siendo sus compañeras de equipo: Shericka Williams, Novlene Williams y Lorraine Fenton